# Der Sonn’ entgegen
Der Sonn’ entgegen ist eine Erzählung des deutschen Schriftstellers Arno Schmidt (1914–1979), die zuerst 1961 in der (damaligen) Studentenzeitschrift konkret, 1964 in dem Sammelband Kühe in Halbtrauer und 1987 in der Ausgabe der Werke Schmidts im Haffmans Verlag (Reihe I, Band 3, Ländliche Erzählungen S. 293–2139) erschienen ist.

## Inhalt
Drei Männer, der Versicherungsmathematiker Fritz Voß („Friedrich ô Feral“), der Lyriker Peter Landorf und der Erzähler, ein aus der Stadt angereister Textilienhändler, unterhalten sich bei einem Gartenfeuer, in dem Abfälle und andere Gegenstände verbrannt werden, während ihre drei Frauen im Hause mit den kosmetischen Vorbereitungen für ein festliches abendliches Beisammensein beschäftigt sind, zu dem auch ein Tierarzt erwartet wird. Die Frauen kommen nur gelegentlich aus dem Haus und werden von den Männern als Störung empfunden. Diese trinken Hochprozentiges aus ihren Taschenflaschen, wozu sie sich wiederholt mit der Formel „Ein’ könn’ wir doch noch!“ gegenseitig ermuntern. Hauptthema ihrer Gespräche ist die Planung eines dem Lauf der Sonne folgenden Querfeldeinmarsches und der sich daraus ergebenden, auf einer Karte einzuzeichnenden Wanderkurve. Kurz bevor die Männer zum festlichen Abend in das Haus gehen, müssen sie entdecken, dass die Frauen mit einem versteckten Mikrofon ihre Gespräche aufgenommen haben. Die Männer hingegen hatten ein Mikrofon und Tonbandgerät im Haus in Spiegelnähe versteckt und die Gespräche der Frauen aufgenommen. Die Erzählung endet ohne die Schilderung der gegenseitigen entlarvenden Abrechnung mit einem Nachwort, in dem den Lesern das Einzeichnen der Wanderkurven auf einer „Hunderttausenderkarte“ aufgegeben wird, die sich an unterschiedlichen Tagen im Jahreslauf, in Bargfeld beginnend, ergeben würden, wenn man ohne Ablenkung und Unterbrechungen bei festgelegter Marschgeschwindigkeit der Sonne entgegenginge.

## Themen und Motive
Weitere Gesprächsthemen sind das mit zunehmendem Alter problematischer werdende Verhältnis zu den Frauen, Fragen von Nutzen und Notwendigkeit der Kolportageliteratur, die Vorteile, die ein Double dem Schriftsteller bringen könnte, die Verwendung von zeitgemäßen Symbolen, die Erinnerung an eine Diana-Szene und an den Besuch des Tierarztes, der nicht nur die Katzen, sondern auch den Teddybär eines Nachbarskindes gegen Staupe geimpft hatte, ferner das für nördliches Klima ungewöhnliche Aufwachsen einer Akanthuspflanze beim Haus. Anekdotisch eingearbeitet sind die Erinnerungen des Erzählers an die Wanderungen eines Laternenanzünder-Paares in einer Kleinstadt seiner Jugend und die Schilderung des Projektes, im Winter einen Findling in den Garten zu transportieren.
Das Feuer ist zentral positioniert und fungiert als reinigender Verzehrer von Überflüssigem, als Lichtspender und Symbol des freien Geistes, aber auch als bedrohlich Vernichtendes, da sein Qualm ganze Personen verschlingen kann.

## Personen
Die in der Geschichte handelnden und redenden Figuren sind als Mischpersonen gestaltet. Sie werden durch Zitate und Andeutungen mit verschiedenen Individualitäten kontaminiert.
- Der Erzähler als Textilienhändler, der sich um einen Auftrag für Militäruniformen sorgt, wirkt illusionslos-realistisch, kalt und distanziert kritisch. Sein Name wird nicht genannt, aber seine Nähe zum Autor ist durch den Uniformauftrag, den er sich wünscht, kenntlich gemacht, denn Arno Schmidts Schwager Rudi Kiesler erwarb durch ebensolche Lieferungen in den USA sein Vermögen.[1]
- Fritz Voß (Friedrich ô Feral) ist Versicherungsmathematiker. Seine Liebhaberei, die Logarithmentafeln, ist eine Gemeinsamkeit, die er mit Arno Schmidt teilt. Durch den Namen „ô Feral“, den auch ein Freund und Leipziger Studiengenosse Goethes trug, erhält er eine weitere Dimension.[2] Der Goethe-Bezug wird durch ein Zitat verstärkt, das zur Charakterisierung des Fritz Voß als Versicherungsmathematiker dienen soll: „Du grinsest gelassen über das Schicksal von Tausenden hin“. Diese Worte sagt Faust im Zorn zu Mephistopheles, als dieser sich kaltsinnig über Gretchens Kerkerleiden äußert.[3] Damit wird die Friedrich-Gestalt in die Nähe des Goetheschen Mephistopheles gerückt. Der „Grützbeutel“ an seinem Scheitel könnte mithin als Variationserscheinung eines Teufelshörnchens gedeutet werden.
- Der Lyriker Peter Landorf wird als korpulent, dicklippig und kurzatmig geschildert, er hat noch kein einziges graues Haar, er „säuft strategisch“ und kann seine Gedichte am besten im „illuminierten“ (d. h. durch Alkohol befeuerten) Zustande vortragen, er liebt die Kolportageliteratur und gehört „zu den Feinsinnigen, die die Technik ebenso leidenschaftlich verabscheuen wie benützen!“[4] Die letztere Charakterisierung wendet Arno Schmidt auch in seiner Rezension von Ernst Kreuders Roman AGIMOS oder die Weltgehilfen auf die Figuren in Kreuders Romanen an.[5] Schon in der Schilderung der äußeren Erscheinung Peter Landorfs kann man den Dichter Ernst Kreuder (1903–1972) erkennen, und diese Beziehung wird durch das Schmidtsche Selbstzitat noch stärker herausgestrichen. Eine weitere personale Hintergrundbeziehung ergibt sich aus einem Schiller-Zitat, das der Lyriker mit Leidenschaft vorträgt. Diese Schiller-Stelle wird auch von Karl Immermann (1796–1840) in seinem Roman Münchhausen verwendet. Bei Immermann dienen Schillers Worte dazu, den Dramatiker Ernst Raupach (1784–1852) zu verspotten, der als lederner und seichter Langweiler hingestellt wird.[6] Diese abwertende Charakterisierung wird somit auch auf Ernst Kreuder übertragen. Ernst Kreuder sah sich durch die AGIMOS-Rezension herabgesetzt und hat die freundschaftlichen Beziehungen zu Arno Schmidt abgebrochen.

## Rezeption
Die ersten Untersuchungen von Der Sonn’ entgegen beschäftigten sich mit den mathematischen Aspekten der Erzählung und lieferten Formeln und Kurvenzeichnungen, die Lösungen für die von Arno Schmidt im Nachwort gestellte Aufgabe zeigten. Ralf Georg Czapla hat sich in seiner Bonner Dissertation (1993) mit „Mythos, Sexus und Traumspiel“ und weiteren Aspekten der Erzählung befasst. Czapla deckt die homoerotische Tendenz auf, die in der Sonnenwanderung verborgen liegt, indem er die Beziehung zu Karl Mays „der Sonne kühn entgegenstrebendem Hochland“ herstellt, das Arno Schmidt in seiner Karl-May-Studie Sitara als gleichgeschlechtliches Wunsch- und Phantasieland Mays analysiert hatte. Ferner versucht Czapla Spuren der ägyptisch-griechisch-römischen Mythologie in der Erzählung nachzuweisen, wie das „altägyptische Lichterfest“ und „griechisch-römische Hadesmotivik“. Den Titel der Erzählung leitet er von Emanuel Geibels Wanderlied Wer recht in Freuden wandern will her und erörtert verschiedene Sonnen- und Mondmythologien, auch „tiefenpsychologische Strukturen“ sowie den „Freiheitsbegriff“, wie er in zahlreichen literarischen Verwendungen des Sonn-entgegen-Motivs zur Darstellung kommt.
Ulrich Goerdten hat 2011 auf die lebensgeschichtlichen Bezüge der Erzählung aufmerksam gemacht, indem er, ausgehend von der Eingangsszene, in der er eine Art „Jüngstes Gericht“ erkennt, die „Endabrechnung“ mit Ernst Kreuder und zugleich einen „lebensperspektivischen Kassensturz“ als leitende Motive herausgestellt hat. Im Leiden am monogamen Alltag wird resignativ der Ausweg im mathematisch kostümierten homoerotischen Gedankenspiel gesucht. Goerdten untersucht die Verteilung der Vokale und Diphthonge im Text, die in Klangbildungen erscheinen wie „Papierleichlein drein“, „sei ein Ei“, „Ah–Heu : Ahoi!“ und in den Erörterungen über den „treuen Boiler“, dessen Symbolgehalt „durch den Diphthong gesichert“ sein soll. Ferner weist Goerdten auf Stellen hin, in denen er Traumelemente erkennt, Einzelheiten, die sinnwidrig wie „errante Einsprengsel“ im Text stehen wie zum Beispiel die aufs Gartenfeuer geworfene Matratze und der „Stumpen“, den Friedrich ô Feral „derart zwischen den Fingern preßte, dass der Rauch an mindestens 5 Stellen hervorquoll“. Die Erzählung sei, – so Goerdten – noch nicht vollständig erschlossen und verstanden, es seien, wie bei allen Ländlichen Erzählungen, weitere Untersuchungen nötig.